# Viaduc de Rocherolles
Le viaduc de Rocherolles est un pont-rail permettant le franchissement de la Gartempe par la ligne des Aubrais - Orléans à Montauban-Ville-Bourbon, sur le territoire des communes de Folles et de Bersac-sur-Rivalier dans le département de la Haute-Vienne en région Nouvelle-Aquitaine.
Lors de sa mise en service, en 1856, il est considéré comme le plus haut pont de France. Il est notamment emprunté par les trains de la relation de Paris à Toulouse, via la section Châteauroux - Limoges.

## Situation ferroviaire
Infrastructure ferroviaire, le viaduc de Rocherolles est située au point kilométrique (PK) 358,984, sur la ligne des Aubrais - Orléans à Montauban-Ville-Bourbon, entre les gares de Fromental et Bersac. L'ancienne bifurcation vers Poitiers, ligne Mignaloux-Nouaillé - Bersac aujourd'hui uniquement emprunté par des trains de fret, se situe à environ 500 mètres au Nord.

## Histoire

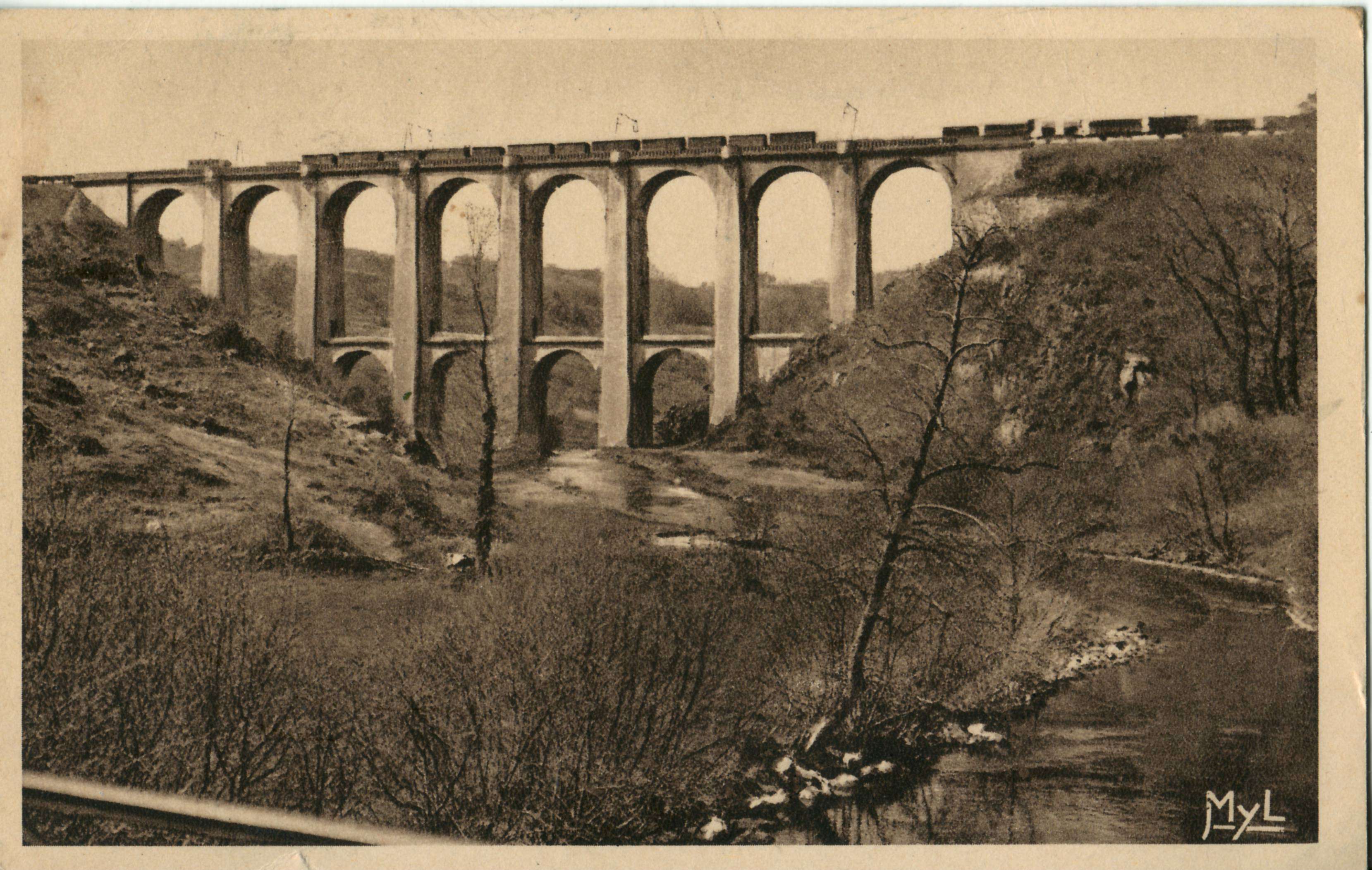
Le Viaduc, dans les années 1920.

Le viaduc a été construit de 1852 à 1854 sur les communes de Folles et Bersac-sur-Rivalier.
L’arrivée du train à Limoges a eu lieu en 1856. Jusqu'à 2 000 ouvriers ont travaillé sur ce chantier. À cette époque, le Limousin est desservi par la puissante compagnie du Paris-Orléans (P.O.) qui est à l’origine des travaux réalisés sur ce viaduc. Il a coûté un million et demi de francs-or de l'époque. 
La ligne empruntant le viaduc a été électrifiée en 1935.

## Caractéristiques
En pierres taillées dans un granit bleu, il franchit la vallée de la Gartempe. Les pierres ont été extraites des carrières environnantes, taillées sur place et montées. L'ouvrage mesure 54,60 mètres de haut, 187 mètres de long ; il comporte douze arches sur deux niveaux. 

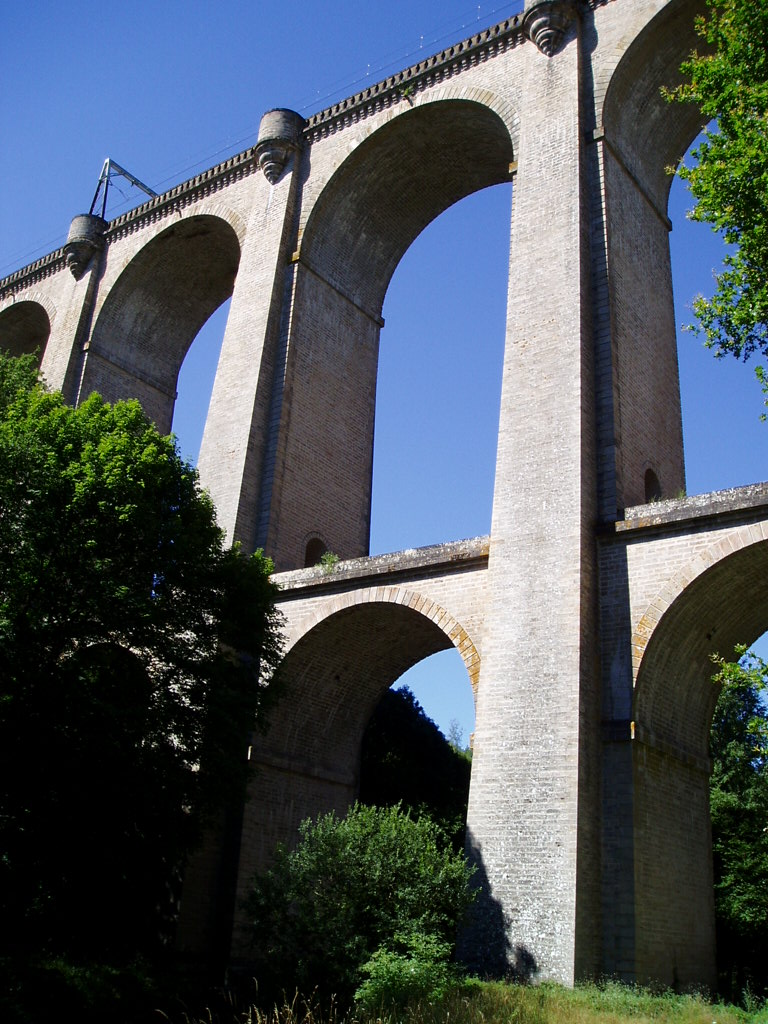
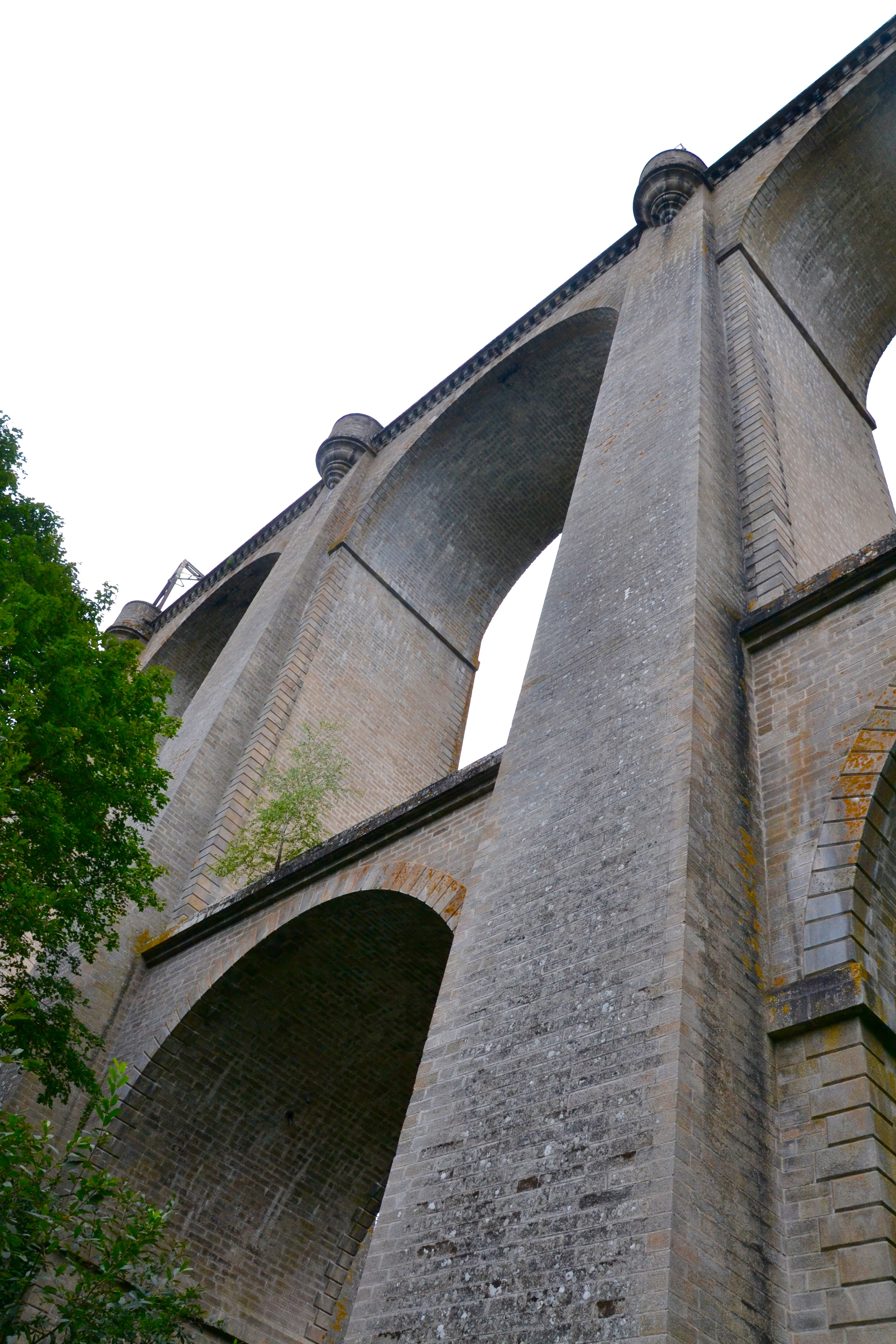